# 량원하오
량원하오(중국어: 梁文豪, 병음: Liáng Wénháo, 1992년 7월 6일~)는 중화인민공화국의 쇼트트랙 선수이다. 2013년 세계 쇼트트랙 선수권 500m에서 우승한 세계적인 남자 단거리 쇼트트랙 선수이다.